# Мегринский хребет
Мегри́нский хребет (азерб. Meğri silsiləsi, арм. Մեղրու լեռնաշղթա), также Мегри́-Гюне́йский хребет, — хребет на юге Армении и в Зангеланском районе Азербайджана. Тянется от перевала Дебаклу (2483,8 м), соединяющего Мегринский хребет с Зангезурским, и западного течения реки Вохчи на юго-восток, до течения реки Аракс. Высшая точка — вершина Багацсар (3249 м). Северные склоны хребта расположены на территории Шикахогского заповедника. На хребте преобладает субтропический климат, зимой дуют постоянные ветры. Протяжённость хребта составляет около 46 км.
Сложен прочными горными породами — гранитами и гранодиоритами. Долины и подножия хребта покрыты на северных экспозициях от высоты 1200 до 1800 м дубовыми и дубово-грабовыми лесами, на иных экспозициях — ксерофильным редколесьем и горно-ксерофитными травами. Выше до 3200 м простираются субальпийские и альпийские луга с отдельными скальными обнажениями.
Мегринский хребет останавливает раскалённые воздушные массы с юга, дующие со стороны Ирана, а Зангезурский хребет — влажный воздух с востока (с Каспийского моря). Тем самым обеспечивается умеренно жаркий климат в основной части Армении, к северу от Мегринского хребта.